# August Köhler (Gouverneur)

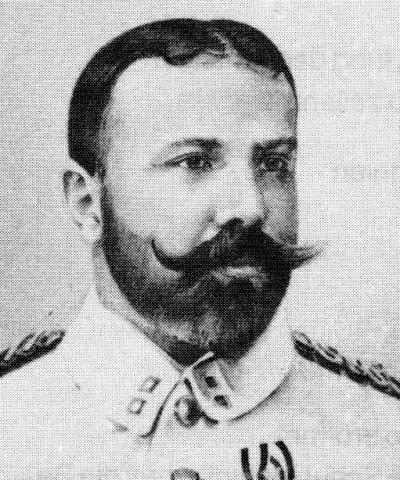
August Köhler

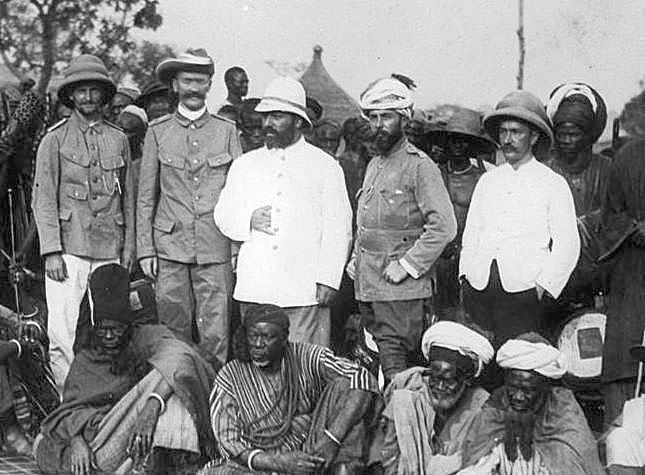
August Köhler zwischen weiteren Kolonialbeamten (v. l. n. r.: Friedrich Rigler, Adolf von Seefried, August Köhler, Valentin von Massow und Hermann Kersting)

August Walter Köhler (* 13. September 1858 in Eltville am Rhein; † 19. Januar 1902 in Lomé) war ein deutscher Beamter im Reichskolonialamt und erster Gouverneur der deutschen Kolonie Togo.

## Leben
Köhlers Eltern waren der Domänenrentmeister Theodor Köhler und dessen Frau Johannette, geb. Krön. 1878 legte er sein Abitur am Gymnasium in Weilburg / Lahn ab und studierte bis 1882 Jura an den Universitäten Bonn und Leipzig. Von 1889 bis 1891 war er Regierungsassessor bei der Direktion der direkten Steuern in Berlin.  
Seine Laufbahn in der Kolonialverwaltung begann Köhler 1891 als Regierungsassessor in der Kolonialabteilung des Auswärtigen Amtes. Am 18. November 1895 löste er Jesko von Puttkamer als Kaiserlicher Kommissar und Landeshauptmann von Togoland ab. In dieser Funktion war er zunächst in Aného tätig, bis die Hauptstadt 1897 nach Lomé verlegt wurde. Wegen der ständig wachsenden Bedeutung der Kolonie erhielt sein Amt 1898 die offizielle Bezeichnung eines Gouverneurs von Togoland. 
Während seiner Amtszeit gab August Köhler den Auftrag zur Errichtung des Gouverneurspalasts in Lomé, der noch heute zu den besonderen Sehenswürdigkeiten der Stadt zählt.
Köhler starb 1902 während seiner Amtszeit und ist der einzige Gouverneur, der in der früheren Kolonie Togo in Lomé auf dem Hauptfriedhof bestattet ist. Sein Nachfolger im Amt war Waldemar Horn.
Köhler war seit seinem Studium (Sommer 1879) Mitglied der Leipziger Universitäts-Sängerschaft zu St. Pauli (heute Deutsche Sängerschaft).